# Neonetus
Neonetus is een geslacht van rechtvleugeligen uit de familie grottensprinkhanen (Rhaphidophoridae). De wetenschappelijke naam van dit geslacht is voor het eerst geldig gepubliceerd in 1888 door Brunner von Wattenwyl.

## Soorten
Het geslacht Neonetus omvat de volgende soorten:
- Neonetus huttoni Chopard, 1923
- Neonetus pilosus Hutton, 1896
- Neonetus variegatus Brunner von Wattenwyl, 1888